# .bd

.bd는 방글라데시의 인터넷 국가 코드 최상위 도메인이다. 방글라데시 전자통신부에 의해 관리된다. 등록은 2차 도메인(com, edu, ac, net, gov, org, mil) 아래의 3차 도메인을 사용할 수 있다. gov, mil은 방글라데시 정부에서 인증을 받은 곳에 한정되는 하위 도메인이며, 그 밖의 도메인 등록은 가능하다.